# Move Ya Hips
Move Ya Hips è un singolo del rapper statunitense ASAP Ferg, pubblicato il 30 luglio 2020 come primo estratto dal quinto album in studio Floor Seats II. 

## Descrizione
Il brano, che vede la partecipazione della rapper trinidadiana Nicki Minaj e del rapper statunitense MadeinTYO, è stato scritto dagli stessi interpreti con Frankie P, che si è occupato della produzione.

## Tracce
1. Move Ya Hips (feat. Nicki Minaj & MadeinTYO) – 2:21

## Successo commerciale
Move Ya Hips ha esordito alla 19ª posizione della Billboard Hot 100, diventando il centoundicesimo ingresso in classifica di Nicki Minaj, che ha così eguagliato Future come quinta artista ad averne accumulate di più. Nella sua seconda settimana il singolo è sceso al 99º posto, rompendo il record per la più grande discesa nella storia della classifica.

## Classifiche
| Classifica (2020) | Posizione massima |
| ----------------- | ----------------- |
| Canada            | 91                |
| Grecia            | 86                |
| Stati Uniti       | 19                |